# Hans Siegert (Fußballtrainer)
Johannes „Hans“ Siegert (* 10. August 1914 in Dresden; † 25. Oktober 1966 ebenda) war der zweite offizielle Trainer der Fußballnationalmannschaft der DDR.

## Laufbahn

### Spieler und Auswahltrainer
Der 35-jährige Hans Siegert kam in der Runde 1949/50 bei BSG Vorwärts Schwerin in der DS-Liga (später Oberliga) zu 21 Einsätzen und erzielte dabei einen Treffer. Als im April 1950 Trainer Walter Böhme entlassen wurde, sprang der Abwehr-Routinier „Hans“ Siegert als Spieler-Trainer ein. Den Abstieg konnte diese Maßnahme aber nicht verhindern.
Als Auswahltrainer von Mecklenburg hatte Siegert bereits ab dem Jahre 1948 Erfahrung als Trainer gesammelt. Auch beim Testspiel, das am 26. Februar 1950 in Rostock gegen die Ostzonenauswahl von Trainer Helmut Schön stattfand, betreute er die Landesauswahl von Mecklenburg bei der 1:4-Niederlage.

### Nationaltrainer, 1954
Die Sektion Fußball besetzte im März 1953 den Trainer-Rat neu. Jetzt gehörten ihm an: Kurt Fritzsche (Chemie Bitterfeld), Walter Fritzsch (Empor Lauter), Kurt Vorkauf (Sportvereinigung Vorwärts), Alfred Kunze (Vorwärts Leipzig/DHfK) und als Vorsitzender und neuer Nationaltrainer Hans Siegert (Sportvereinigung Einheit).
Ein einziges Länderspiel wurde in der Saison 1953/54 ausgetragen. Im Vorfeld der Fußball-Weltmeisterschaft 1954 in der Schweiz vom 16. Juni bis 4. Juli trug die Nationalmannschaft der DDR am 8. Mai 1954 im Berliner Walter-Ulbricht-Stadion vor 70.000 Zuschauern ein Freundschaftsspiel gegen Rumänien aus. Rumänien war in der WM-Qualifikation an der Tschechoslowakei gescheitert. Im vierten offiziellen Länderspiel brachte Trainer Siegert sechs Debütanten zum Einsatz: Günter Busch im Tor; Erhard Bauer in der Verteidigung; Karl-Heinz Holze II, Karl Wolf, Günther Wirth und Horst Assmy im Angriff. Das dabei von Motor Oberschöneweide aus der DDR-Liga, Staffel 1, vom Tabellensechsten der Runde 1953/54, drei Stürmer aus der zweiten Spielklasse zum Einsatz kamen, verwunderte sportlich schon. Das Spiel ging mit 0:1 verloren.
Am 26. September betreute Johannes Siegert zum zweiten Mal die Nationalmannschaft. In Rostock empfing die A-Länderelf Polen. Am gleichen Tag trugen die B-Vertretungen beider Länder ihr Spiel in Krakau aus. Das von Trainer Alfred Kunze betreute Team gewann mit 2:1 Toren. Mit Horst Scherbaum, Rudolf Krause und Willy Tröger kamen dabei leistungsstarke Spieler der Oberliga zum Einsatz.
In Rostock dagegen spielten in der A-Elf drei Spieler aus der 2. Liga und der aktuelle Tabellenletzte der Oberliga – Motor Zwickau stand nach vier Punktspielen der Runde 1954/55 mit 0:8 Punkten am Tabellenende – stellte mit Günter Schneider, Erhard Meinhold, Siegfried Kaiser und Siegfried Meier vier Spieler für die Mannschaft von Nationaltrainer Siegert. Auch das zweite Länderspiel in der Regie von Siegert ging verloren, Polen gewann mit 1:0.
Vier Wochen später, am 24. Oktober in Sofia, gab es die dritte Niederlage für den glücklosen Nationaltrainer. Mit 3:1 Toren gewann Bulgarien das Spiel gegen die DDR. Positiv war das Debüt von Mittelstürmer Willy Tröger und der erste internationale Einsatz von Manfred Kaiser in der B-Elf am gleichen Tag in Erfurt. Mit dem Spiel in Sofia endete die Nationaltrainertätigkeit von Hans Siegert. Zum Nachfolger wurde János Gyarmati berufen.

### Vereinstrainer
Bereits zum 25. Januar 1955 übernahm „Hans“ Siegert das Amt des Trainers bei SC Einheit Dresden in der DDR-Oberliga. Mit dem Nachfolgeverein der SG Mickten, BSG Sachsenverlag und BSG Rotation Dresden arbeitete er bis zum 5. August 1959. Höhepunkt war dabei zweifellos der Gewinn des FDGB-Pokals im Jahre 1958. In der Oberliga landete Siegert mit seiner Mannschaft hinter dem neuen Meister ASK Vorwärts Berlin, SC Motor Jena, SC Aktivist Brieske-Senftenberg und SC Wismut Karl-Marx-Stadt (Aue) auf dem fünften Tabellenplatz. Im Pokal gelang zuerst im Halbfinale am 6. Dezember 1958 der sensationelle Auswärtserfolg mit 3:1 Toren beim neuen Meister ASK Vorwärts Berlin. Torhüter Wolfgang Großstück war der Held des Tages. Im Finale am 14. Dezember 1958 in Cottbus war der Tabellenneunte SC Lok Leipzig mit Trainer Alfred Kunze der Gegner. Mit 2:1 Toren wurde der Pokal in der Verlängerung nach Dresden geholt. 1960–62 trainierte er dann die BSG Aufbau Meißen in der II. DDR-Liga. Danach konzentrierte sich Johannes Siegert auf seine Tätigkeit als Sportlehrer an der Aleksander-Zawadzki-Oberschule (11. OS) in Dresden, bis er 1966 52-jährig an einem Herzinfarkt starb. Den Medien der DDR war das Ableben des ehemaligen Auswahltrainers keine Meldung wert.